# キム・ジュホン
キム・ジュホン（金 柱憲、ハングル：김주헌、1980年3月1日 - ）はS.A.L.T.エンターテインメント所属の大韓民国の俳優である。

## 出演

### 映画
- 帰り道（2013年）
- 詐欺師たち（2014年）

### ドラマ
- 元カレは天才詐欺師～38師機動隊～（2016年、OCN）- パク調査官役
- アルゴン（2017年、tvN）- アン・ジェグン役
- ボーイフレンド（2018年、tvN）- イ・デチャン役[1]
- キル・イット（2019年、OCN）- ミン・ヒョク役
- サバイバー：60日間の大統領（2019年、tvN）- チョン・ハンモ役[2]
- 浪漫ドクターキム・サブ2（2019年、SBS）- パク・ミングク役[3]
- サイコだけど大丈夫（2020年、tvN）- イ・サンイン役[4]
- ドドソソララソ（2020年、KBS2）- チャ・ウンソク役[5]
- スタートアップ: 夢の扉（2020年、tvN）- ソ・チョンミョン役
- 今、別れの途中です（2021年、SBS）- ソク・ドフン役[6]
- ビッグマウス（2022年、MBC）- チェ・ドハ役[7]
- ウ・ヨンウ弁護士は天才肌（2022年、ENA）- ペ・インチョル役（特別出演）
- 未成年裁判（2022年、Netflix) - ナムグン・イファン役
- 無人島のディーバ（2023年、tvN） - イ・ソジュン役
- 世子が消えた（2024年、MBN）- チェ・サンロク役
- 星がウワサするから（2025年、tvN）- パク・ドンア役[8]